# Мусинский, Николай Степанович
Николай Степанович Мусинский (18 апреля 1921, дер. Большое Ведерниково, Северо-Двинская губерния — 28 октября 1965, Ленинград) — майор Советской Армии, участник Великой Отечественной войны, Герой Советского Союза (1943).

## Биография
Родился 18 апреля 1921 года в деревне Большое Ведерниково (ныне — Великоустюгский район Вологодской области). Старший брат — Василий Степанович Мусинский, депутат Верховного Совета СССР, новатор лесопильного производства. Окончил школу и два класса рабфака. В 1939 году был призван на службу в Рабоче-крестьянскую Красную Армию. В 1940 году он окончил Сталинградскую военную авиационную школу пилотов. С июня 1941 года — на фронтах Великой Отечественной войны.
К апрелю 1942 года лейтенант был лётчиком 128-го ближнебомбардировочного авиаполка Калининского фронта. Только за период с конца декабря 1941 по апрель 1942 года он совершил 103 боевых вылета на воздушную разведку и бомбардировку скоплений важных объектов противника в его глубоком тылу, лично сбил 2 вражеских самолёта.
Указом Президиума Верховного Совета СССР «О присвоении звания Героя Советского Союза начальствующему и рядовому составу Красной Армии» от 30 января 1942 года за «образцовое выполнение боевых заданий командования на фронте борьбы с немецкими захватчиками и проявленными при этом отвагу и геройство» удостоен высокого звания Героя Советского Союза с вручением ордена Ленина и медали «Золотая Звезда» за номером 806
.
После окончания войны продолжил службу в Советской Армии. В 1956 году в звании майора он был уволен в запас. Проживал и работал в Ленинграде. Скоропостижно умер 28 октября 1965 года, похоронен на кладбище Памяти жертв 9-го января в Санкт-Петербурге.
Был награждён двумя орденами Ленина, орденами Красного Знамени и Красной Звезды, рядом медалей.